# Pócspetri
Pócspetri is een plaats (község) en gemeente in het Hongaarse comitaat Szabolcs-Szatmár-Bereg. Pócspetri telt 1869 inwoners (2001).